# Championnats du Costa Rica de cyclisme sur route
Les championnats du Costa Rica de cyclisme sur route sont organisés tous les ans.

## Hommes

### Podiums de la course en ligne
| Année | Vainqueur                  | Deuxième             | Troisième         |
| ----- | -------------------------- | -------------------- | ----------------- |
| 1940  | Abraham Valverde           |                      |                   |
| 1942  | Evangelista Chavarría (es) |                      |                   |
| 1943  | Evangelista Chavarría (es) |                      |                   |
| 1944  | Evangelista Chavarría (es) |                      |                   |
| 1945  | Evangelista Chavarría (es) |                      |                   |
| 1946  | Evangelista Chavarría (es) |                      |                   |
| 1949  | Evangelista Chavarría (es) |                      |                   |
| 1950  | Evangelista Chavarría (es) |                      |                   |
| 1951  | Evangelista Chavarría (es) |                      |                   |
| 1964  | José Luis Sánchez          |                      |                   |
| 1965  | José Luis Sánchez          |                      |                   |
| 1966  | José Manuel Soto           | Miguel Ángel Sánchez |                   |
| 1967  | José Luis Sánchez          |                      |                   |
| 1968  | José Luis Sánchez          |                      |                   |
| 1969  | José Manuel Soto           |                      |                   |
| 1970  | José Manuel Soto           |                      |                   |
| 1972  | José Manuel Soto           |                      |                   |
| 1974  | José Manuel Soto           |                      |                   |
| 1976  | José Manuel Soto           |                      |                   |
| 1979  | David Fonseca              |                      |                   |
| 1980  | David Fonseca              |                      |                   |
| 1981  | David Fonseca              |                      |                   |
| 1983  | Carlos Palacios            |                      |                   |
| 1984  | Carlos Palacios            |                      |                   |
| 1989  | Luis Morera                |                      |                   |
| 1990  | Carlos Palacios            |                      |                   |
| 1993  | Adrián Víquez              |                      |                   |
| 1994  | Adrián Víquez              | Edwin Víquez         |                   |
| 1995  | Adrián Víquez              |                      |                   |
| 1996  | Luis Morera                |                      |                   |
| 1997  | Luis Morera                |                      |                   |
| 2001  | Luis Morera                | Danny Villalobos     | Marcos Rodríguez  |
| 2002  | Luis Morera                |                      |                   |
| 2003  | Marconi Durán              | Nieves Carrasco      | Esteban Castro    |
| 2004  | Carlos Salazar             | Juan Pablo Araya     | Federico Ramírez  |
| 2005  | Paulo Vargas               | Ernesto Hernández    | Deíber Esquivel   |
| 2006  | Henry Raabe                | Juan Carlos Rojas    | Esteban Castro    |
| 2007  | Luis García Chavarría      | Juan Pablo Araya     | Marconi Durán     |
| 2008  | Alexander Sánchez          | Henry Raabe          | Marconi Durán     |
| 2009  | Henry Raabe                | Marco Salas          | Luis Rojas        |
| 2010  | Henry Raabe                | Juan Carlos Rojas    | Paulo Vargas      |
| 2011  | Juan Mata                  | Mainer Vargas        | Jonathan Segura   |
| 2012  | Pablo Mudarra              | Elías Vega           | Jonathan Carballo |
| 2013  | Paul Betancourt            | Nieves Carrasco      | Alexander Sánchez |
| 2014  | Juan Carlos Rojas          | Joseph Chavarría     | Henry Raabe       |
| 2015  | Bryan Villalobos           | Rodolfo Villalobos   | Pablo Mudarra     |
| 2016  | Joseph Chavarría           | Juan Carlos Rojas    | César Rojas       |
| 2017  | Gabriel Marín              | Carlos Brenes        | Román Villalobos  |
| 2018  | Joseph Chavarría           | Rolando González     | Daniel Jara       |
| 2019  | Felipe Nystrom             | Daniel Jara          | Mainor Rojas      |
| 2020  | Pas organisé               | Pas organisé         | Pas organisé      |
| 2021  | Jason Huertas              | Gabriel Marín        | Pablo Mudarra     |
| 2022  | Jason Huertas              | Pablo Mudarra        | Joseph Chavarría  |
| 2023  | Jason Huertas              | Daniel Bonilla       | Sergio Arias      |
| 2024  | Daniel Bonilla             | Rodolfo Villalobos   | Andrés Alpízar    |
| 2025  | Gabriel Rojas              | Rodolfo Villalobos   | Daniel Bonilla    |

Multi-titrés
- 8 : Evangelista Chavarría (es)
- 6 : José Manuel Soto
- 5 : Luis Morera
- 4 : José Luis Sánchez
- 3 : Jason Huertas, Henry Raabe, Adrián Víquez, Carlos Palacios et David Fonseca
- 2 : Joseph Chavarría

### Podiums du contre-la-montre
| Année | Vainqueur                          | Deuxième                           | Troisième                          |
| ----- | ---------------------------------- | ---------------------------------- | ---------------------------------- |
| 2001  | José Adrián Bonilla                | Federico Ramírez                   | Ricardo Villalobos                 |
| 2002  | Pas organisé ou résultats inconnus | Pas organisé ou résultats inconnus | Pas organisé ou résultats inconnus |
| 2003  | Nieves Carrasco                    | Jorge Coto                         | Juan Pablo Araya                   |
| 2004  | José Adrián Bonilla                | Nieves Carrasco                    | Federico Ramírez                   |
| 2005  | Federico Ramírez                   | Juan Pablo Araya                   | Nieves Carrasco                    |
| 2006  | Henry Raabe                        | Juan Pablo Araya                   | Nieves Carrasco                    |
| 2007  | Nieves Carrasco                    | Juan Pablo Araya                   | Henry Raabe                        |
| 2008  | Henry Raabe                        | José Adrián Bonilla                | José Alberto Montero               |
| 2009  | José Adrián Bonilla                | José Alberto Montero               | Nieves Carrasco                    |
| 2010  | José Adrián Bonilla                | Henry Raabe                        | Juan Pablo Araya                   |
| 2011  | José Adrián Bonilla                | José Vega                          | Elías Vega                         |
| 2012  | Román Villalobos                   | José Vega                          | Nieves Carrasco                    |
| 2013  | Henry Raabe                        | Gregory Brenes                     | José Adrián Bonilla                |
| 2014  | Josué González                     | Bryan Salas                        | César Rojas                        |
| 2015  | Josué González                     | Juan Carlos Rojas                  | Henry Raabe                        |
| 2016  | Juan Carlos Rojas                  | César Rojas                        | Gregory Brenes                     |
| 2017  | Bryan Salas                        | Gabriel Marín                      | Mainor Rojas                       |
| 2018  | Bryan Salas                        | Román Villalobos                   | Daniel Jara                        |
| 2019  | Bryan Salas                        | Daniel Jara                        | Mainor Rojas                       |
| 2020  | Pas organisé                       | Pas organisé                       | Pas organisé                       |
| 2021  | Jason Huertas                      | Donovan Ramírez                    | José Alexis Rodríguez              |
| 2022  | José Alexis Rodríguez              | Jason Huertas                      | Richard Zamora                     |
| 2023  | Jason Huertas                      | Rodolfo Villalobos                 | Richard Zamora                     |
| 2024  | Jason Huertas                      | Rodolfo Villalobos                 | Sergio Arias                       |
| 2025  | Donovan Ramírez                    | Dylan Jiménez                      | Jason Huertas                      |

Multi-titrés
- 5 : José Adrián Bonilla
- 3 : Henry Raabe, Bryan Salas, Jason Huertas
- 2 : Nieves Carrasco, Josué González

### Podiums du critérium
| Année | Vainqueur     | Deuxième       | Troisième     |
| ----- | ------------- | -------------- | ------------- |
| 2020  | Pablo Mudarra | Antony Sánchez | Gabriel Rojas |

### Podiums du contre-la-montre par équipes
| Année | Vainqueur                                                                          | Deuxième                                                               | Troisième                                                           |
| ----- | ---------------------------------------------------------------------------------- | ---------------------------------------------------------------------- | ------------------------------------------------------------------- |
| 2023  | Rodolfo Villalobos Gabriel Rojas Donovan Ramírez Alejandro Granados Pablo Cascante | Pablo Mudarra Daniel Bonilla Jason Huertas Sebastián Moya Sergio Arias | Andrés Alpízar Luis Alfaro Brian Arroyo José González Manuel Larios |

## Femmes

### Podiums de la course en ligne
| Année | Championne         | Deuxième           | Troisième        |
| 2006  | Alejandra Carvajal | Roxana Alvarado    | Yoilin Moreira   |
| 2007  | Marcela Rubiano    | Alejandra Carvajal | Daniela Martinez |
| 2008  | Marcela Castillo   | Alejandra Carvajal | Rebecca Gonzalez |
| 2009  | Mayra Chinchilla   | Edith Guillen      | Adriana Rojas    |
| 2013  | Edith Guillén      | Marcela Rubiano    | Daniela Martinez |
| 2014  | Paula Herrera      | Ingrid Ramirez     | Susan Camacho    |

| Année | Vainqueur              | Deuxième          | Troisième         |
| ----- | ---------------------- | ----------------- | ----------------- |
| 2017  | Natalia Navarro Cerdas | María José Vargas | Fiorella Boniche  |
| 2018  | María José Vargas      | Milagro Mena      | Edith Guillén     |
| 2019  |                        |                   |                   |
| 2020  |                        |                   |                   |
| 2021  | Cristel Espinoza       | Estefanie Alvarez | María José Vargas |
| 2022  | Krissia Araya          | Estefanie Alvarez | Angie Bogantes    |
| 2023  | Yendry Quesada         | Marisol Garcia    | Krissia Araya     |
| 2024  |                        |                   |                   |

### Podiums du contre-la-montre
| Année | Championne      | Deuxième          | Troisième          |
| 2006  | Roxana Alvarado | Adriana Rojas     | Alejandra Carvajal |
| 2007  | Alia Cardinale  | Roxana Alvarado   | Jimena Arce        |
| 2008  | Roxana Alvarado | Edith Guillén     | Rebecca Gonzalez   |
| 2009  | Rebeca Gonzalez | Edith Guillén     | Marcela Pubiano    |
| 2010  | Natalia Navarro |                   |                    |
| 2011  | Natalia Navarro |                   |                    |
| 2012  | Natalia Navarro |                   |                    |
| 2013  | Natalia Navarro | Katherine Herrera | Edith Guillén      |
| 2014  | Edith Guillén   | Katherine Herrera | Natalia Navarro    |

| Année | Vainqueur         | Deuxième               | Troisième              |
| ----- | ----------------- | ---------------------- | ---------------------- |
| 2017  | Milagro Mena      | Edith Guillén          | María José Vargas      |
| 2018  | María José Vargas | Milagro Mena           | Natalia Navarro Cerdas |
| 2019  | María José Vargas | Diana Solano           | Natalia Navarro Cerdas |
| 2020  |                   |                        |                        |
| 2021  | Milagro Mena      | María José Vargas      | Maria Sanchez          |
| 2022  | Estefanie Alvarez | Maria Sanchez          | Sharon Ramirez         |
| 2023  | Milagro Mena      | Natalia Navarro Cerdas | Maria Sanchez          |
| 2024  | Sofia Quiros      | Natalia Navarro Cerdas | Maria Sanchez          |

Multi-titrées
- 4 : Natalia Navarro
- 3 : Milagro Mena
- 2 : Roxana Alvarado et María José Vargas

## Espoirs Hommes

### Podiums de la course en ligne
| Année | Vainqueur                          | Deuxième                           | Troisième                          |
| ----- | ---------------------------------- | ---------------------------------- | ---------------------------------- |
| 2005  | Henry Raabe                        |                                    |                                    |
| 2006  | Guillermo González                 | Eddier Godínez                     | José Vega                          |
| 2007  | Non attribué ou résultats inconnus | Non attribué ou résultats inconnus | Non attribué ou résultats inconnus |
| 2008  | César Rojas                        | Steven Villalobos                  | Allan Morales (de)                 |
| 2009  | Gregory Brenes                     | Moisés Hernández                   | Fabricio Quirós                    |
| 2010  | Allan Morales (de)                 | César Rojas                        | Gregory Brenes                     |
| 2011  | Mainer Vargas                      | Manuel Sánchez                     | Mainor Rojas                       |
| 2012  | Pablo Mudarra                      | Elías Vega                         | Fabricio Quirós                    |
| 2013  | Joseph Chavarría                   | Carlos Villalobos                  | Gabriel Marín                      |
| 2014  | Joseph Chavarría                   | Kenneth Benavides                  | Isaac Morera                       |
| 2015  | Daniel Bonilla                     | Jorge Castro                       | Adrián Morales                     |
| 2016  | Jordan Ruiz                        | Franklin Loaiza                    | Josué Alpízar                      |
| 2017  | José Alexis Rodríguez              | Franklin Loaiza                    | Joseph Villalobos                  |
| 2018  | Daniel Jara                        | José Corredera                     | Sebastián Moya                     |
| 2019  | John Jiménez                       | Anthony Sánchez                    | Daniel Jara                        |
| 2020  | Pas organisé                       | Pas organisé                       | Pas organisé                       |
| 2021  | Jordan Rodríguez                   | Fabián Sanchún                     | David Quirós                       |
| 2022  | Ricardo Aguilar                    | Dylan Jiménez                      | Kevin Granados                     |
| 2023  | Alejandro Granados                 | Luis Daniel Oses                   | Ricardo Aguilar                    |
| 2024  | Alejandro Granados                 | Emanuel Castro                     | Jexon Ledezma                      |
| 2025  | Luis Aguilar                       | José Sancho                        | Kendall Fernández                  |

Multi-titrés
- 2 : Joseph Chavarría, Alejandro Granados

### Podiums du contre-la-montre
| Année | Vainqueur                          | Deuxième                           | Troisième                          |
| ----- | ---------------------------------- | ---------------------------------- | ---------------------------------- |
| 2005  | Henry Raabe                        |                                    |                                    |
| 2006  | Paolo Montoya                      | Andrey Amador                      | José Vega                          |
| 2007  | Non attribué ou résultats inconnus | Non attribué ou résultats inconnus | Non attribué ou résultats inconnus |
| 2008  | Moisés Hernández                   | José Vega                          | Josué González                     |
| 2009  | Gregory Brenes                     | Moisés Hernández                   | Fabricio Quirós                    |
| 2010  | César Rojas                        | Carlos Brenes                      | Paul Betancourt                    |
| 2011  | Elías Vega                         | Eddie Ramírez                      | Antonio Icera                      |
| 2012  | Rodolfo Villalobos                 | Elías Vega                         | Jorge Vargas                       |
| 2013  | Elías Vega                         | Andrés Alpízar                     | Isaac Morera                       |
| 2014  | Rodolfo Villalobos                 | Moisés Arce                        | Erick Soto                         |
| 2015  | José Alexis Rodríguez              | Nelson Sánchez                     | Gabriel Marín                      |
| 2016  | Daniel Jara                        | José Alexis Rodríguez              | Josué Rodríguez                    |
| 2017  | José Alexis Rodríguez              | Daniel Jara                        | Steven Alpízar                     |
| 2018  | Daniel Jara                        | Carlos Arias                       | Josué Rodríguez                    |
| 2019  | Gabriel Rojas                      | Sebastián Moya                     | John Jiménez                       |
| 2020  | Pas organisé                       | Pas organisé                       | Pas organisé                       |
| 2021  | Luis Esteban Murillo               | Joseph Ramírez                     | Harrison Solorzano                 |
| 2022  | Dylan Jiménez                      | Donovan Ramírez                    | Luis Daniel Oses                   |
| 2023  | Donovan Ramírez                    | Luis Murillo                       | Alejandro Granados                 |
| 2024  | Donovan Ramírez                    | José Pablo Castro                  | Alejandro Granados                 |
| 2025  | José Sancho                        | Kendall Fernández                  | Luis Aguilar                       |

Multi-titrés
- 2 : Elías Vega, José Alexis Rodríguez, Donovan Ramírez

## Juniors Hommes

### Podiums de la course en ligne
| Année | Vainqueur                          | Deuxième                           | Troisième                          |
| ----- | ---------------------------------- | ---------------------------------- | ---------------------------------- |
| 2006  | Gregory Brenes                     | Josué González                     | Hersson Jiménez                    |
| 2007  | Non attribué ou résultats inconnus | Non attribué ou résultats inconnus | Non attribué ou résultats inconnus |
| 2008  | Pablo Soto                         | Antonio Incera                     | José Rojas                         |
| 2009  | Juan Carlos Fallas                 | Joseph Chavarría                   | Elías Vega                         |
| 2010  | David Gutiérrez                    | Andrey Fonseca                     | Nathaniel Villanueva               |
| 2011  | Romel Morales                      | Kevin Murillo                      | Pablo Arce                         |
| 2012  | Gabriel Marín                      | Luis Camacho                       | Daniel Hernández                   |
| 2013  | Marcos Sánchez                     | Gabriel Alpízar                    | Jorge Castro                       |
| 2014  | Jonathan Quesada                   | Santiago Rivas                     | Nelson Sánchez                     |
| 2015  | Josué Alpízar                      | Enrique Picado                     | Mario Rojas                        |
| 2016  | Jason Huertas                      | Sergio Arias                       | José Guillermo Bermúdez            |
| 2017  | Jorge Núñez                        | Anthony Vega                       | Alberth Villalobos                 |
| 2018  | José Pablo Solano                  | Allan Soto                         | Luis Murillo                       |
| 2019  | William Cespedes                   | Joseph Ramírez                     | Freyman Moraga                     |
| 2020  | Pas organisé                       | Pas organisé                       | Pas organisé                       |
| 2021  | Luis Aguilar                       | Iván Contreras                     | Sebastián Calderón                 |
| 2022  | Daniel Zumbado                     | José Pablo Murillo                 | Adrián Solano                      |
| 2023  | Kenny Chaves                       | José Sancho                        | Kendall Fernández                  |
| 2024  | Ismael Vargas                      | Carlos Gorgona                     | José Charpentier                   |
| 2025  | Matías Aguilar                     | Ismael Vargas                      | Juan Carlos Rojas                  |

### Podiums du contre-la-montre
| Année | Vainqueur                          | Deuxième                           | Troisième                          |
| ----- | ---------------------------------- | ---------------------------------- | ---------------------------------- |
| 2006  | Gregory Brenes                     | Josué González                     | Hersson Jiménez                    |
| 2007  | Non attribué ou résultats inconnus | Non attribué ou résultats inconnus | Non attribué ou résultats inconnus |
| 2008  | Juan Carlos Fallas                 | José David Arce                    | José Irias                         |
| 2009  | Elías Vega                         | Juan Carlos Fallas                 | Daniel Hernández                   |
| 2010  | Elías Vega                         | David Gutiérrez                    | Andrés Alpízar                     |
| 2011  | Jhonny Redondo                     | Romel Morales                      | Kevin Murillo                      |
| 2012  | Gabriel Marín                      | Justin Solano                      | Pablo Herrera                      |
| 2013  | Moisés Arce                        | Adrián Morales                     | Marcos Sánchez                     |
| 2014  | Jorge Castro                       | Marcos Sánchez                     | Santiago Rivas                     |
| 2015  | Daniel Jara                        | Mario Rojas                        | Bryan Jiménez                      |
| 2016  | Joseph Villalobos                  | Jason Huertas                      | Kevin Rivera                       |
| 2017  | John Jiménez                       | Carlos Arias                       | Roberto Argüello                   |
| 2018  | Luis Murillo                       | Luis Fernando Ellis                | Maikol Jiménez                     |
| 2019  | Harrison Solorzano                 | Luis Murillo                       | Allan Chavarría                    |
| 2020  | Pas organisé                       | Pas organisé                       | Pas organisé                       |
| 2021  | Sebastián Calderón                 | Gabriel Pacheco                    | Luis Aguilar                       |
| 2022  | Ferginand Pérez                    | Anthony Arce                       | José Pablo Murillo                 |
| 2023  | José Sancho                        | Anthony Arce                       | Kendall Fernández                  |
| 2024  | José Sancho                        | Kendall Fernández                  | Adriano Madrigal                   |
| 2025  | Alejandro Castillo                 | Santiago Herrera                   | Adriano Madrigal                   |

Multi-titrés
- 2 : Elías Vega, José Sancho